# Vượt quá đối lưu
Vượt quá đối lưu là một hiện tượng đối lưu mang vật liệu vượt ra ngoài một vùng không ổn định của khí quyển đến một vùng ổn định, phân tầng. Hiện tượng này được gây ra bởi động lượng của vật liệu đối lưu, mang vật liệu vượt ra ngoài vùng không ổn định.

## Đối lưu sâu, ẩm trong bầu khí quyển của Trái đất
Một ví dụ là các cột nhiệt kéo dài trên đỉnh của mức cân bằng (EL) trong khi xảy ra giông bão: không khí không ổn định bốc lên từ (hoặc gần) bề mặt thường ngừng tăng ở EL (gần vùng đỉnh tầng đối lưu) và lan ra như một đám mây đe; nhưng trong trường hợp của một sự vận động đi lên mạnh, không khí không ổn định mang EL như một đầu vọt lố hay mái vòm. Một lô không khí sẽ dừng tăng dần ở cấp lô tối đa (MPL). Sự vượt qua này chịu trách nhiệm cho hầu hết các nhiễu loạn có kinh nghiệm trong giai đoạn hành trình của các chuyến bay hàng không thương mại.

## Đối lưu sao
Một ví dụ khác về sự quá mức đối lưu là ở đáy của vùng đối lưu trong phần bên trong mặt trời. Sức nóng của phản ứng tổng hợp nhiệt hạch của Mặt trời được truyền ra bên ngoài bởi bức xạ ở vùng bức xạ bên trong sâu và bởi sự lưu thông đối lưu ở vùng đối lưu bên ngoài, nhưng vật liệu chìm mát từ bề mặt xâm nhập xa hơn vào vùng bức xạ so với lý thuyết. Điều này ảnh hưởng đến tốc độ truyền nhiệt và nhiệt độ của bên trong mặt trời có thể được đo gián tiếp bằng phương pháp địa chấn học mặt trời. Lớp giữa vùng đối lưu và bức xạ của Mặt trời được gọi là tachocline.
Vượt qua lõi đối lưu của các ngôi sao lớn hơn là rất quan trọng đối với mô hình tiến hóa vượt ra ngoài chuỗi chính. Quá mức làm cho khối lượng lõi ở cuối chuỗi chính lớn hơn so với dự kiến. Điều này dẫn đến sự khác biệt lớn trong hành vi trên sao gần mức khổng lồ và chi nhánh của các sao khổng lồ đỏ cho các ngôi sao khối lượng trung bình, và những thay đổi căn bản trong sự phát triển của hàng loạt sao siêu khổng lồ.